# بيتر كار (موظف مدني)
بيتر كار (بالإنجليزية: Peter Carr)‏ هو موظف مدني بريطاني، ولد في 12 يوليو 1930، وتوفي في 21 أكتوبر 2017 بسبب مرض باركنسون.